# Eryk Anders
Eryk Ryan Anders (Base Aérea de Clark, Pampanga, Luzón, Filipinas, 21 de abril de 1987) es un artista marcial mixto estadounidense que compite en la división de peso medio de Ultimate Fighting Championship. Jugó al fútbol americano universitario en la Universidad de Alabama.

## Primeros años
Nació en una base de las Fuerzas Aéreas estadounidenses en Filipinas, donde su madre estaba destinada en ese momento. Cuando Anders cursaba el segundo año de instituto se trasladó a San Antonio, Texas, donde jugó al fútbol en la Escuela Secundaria Smithson Valley.

## Carrera en el fútbol americano
Después de graduarse en la Escuela Secundaria Smithson Valley, comenzó en la Universidad de Alabama en 2006. De 2006 a 2009, jugó para los Crimson Tide como linebacker, siendo titular en 14 partidos en su temporada mayor. Su carrera en Alabama culminó con una victoria en el Campeonato Nacional de la BCS de 2009 contra los Texas Longhorns, partido en el que lideró a los Crimson Tide con siete placajes y un fumble forzado.
Después de la universidad, firmó un contrato con los Cleveland Browns de la NFL. También pasó por la Canadian Football League y la Arena Football League antes de iniciar su carrera en las artes marciales mixtas.
Incluso varios años después de su carrera en las MMA, mantiene el contacto con Nick Saban, teniendo al entrenador como una especie de entrenador de vida, ayudando a guiar a Anders en la vida, financieramente y siendo responsable.

## Carrera en las artes marciales mixtas

### Inicios
Comenzó su carrera de artes marciales mixtas en 2012 como aficionado, participando en 22 combates amateur, aunque su récord oficial figura como 13-3-1 antes de su debut profesional contra Josh Rasberry el 22 de agosto de 2015 para Strike Hard Productions. Derrotó a Rasberry en apenas 40 segundos por TKO.
En su segundo combate profesional derrotó a Demarcus Sharpe por decisión unánime.
Derrotó a Garrick James por TKO.
Derrotó a Dekaire Sanders por sumisión.
Derrotó a Jesse Grun por TKO.

### Bellator MMA
Hizo su debut en Bellator el 21 de octubre de 2016, derrotando a Brian White por TKO en el primer asalto.

### Legacy Fighting Alliance
Luego se unió a Legacy Fighting Alliance. Derrotó a Jon Kirk por TKO en LFA 6: Junior vs. Rodríguez el 10 de marzo de 2017.
El 23 de junio de 2017, luchó por el Campeonato de Peso Medio de Legacy Fighting Alliance. Derrotó a Brendan Allen por decisión unánime para ganar el campeonato.

### Ultimate Fighting Championship
Debutó en la UFC contra Rafael Natal el 22 de julio de 2017 en UFC on Fox: Weidman vs. Gastelum. Perdió el combate por KO en el primer asalto.
Se esperaba que se enfrentara a John Phillips el 9 de diciembre de 2017 en UFC Fight Night: Swanson vs. Ortega. Sin embargo, Phillips fue retirado de la tarjeta y fue reemplazado por el recién llegado a la promoción Markus Perez el 9 de diciembre de 2017 en UFC Fight Night: Swanson vs. Ortega. Ganó el combate por decisión unánime.
Se enfrentó a Lyoto Machida el 3 de febrero de 2018 en UFC Fight Night: Machida vs. Anders. Perdió el combate por decisión dividida. 16 de 23 medios de comunicación puntuaron el combate para Anders.
Se enfrentó a Tim Williams el 25 de agosto de 2018 en UFC Fight Night: Gaethje vs. Vick. Ganó el combate por KO en el tercer asalto. Este combate le valió el premio a la Actuación de la Noche.
Se enfrentó a Thiago Santos el 22 de septiembre de 2018 en UFC Fight Night: Santos vs. Anders. Perdió el combate por TKO en el tercer asalto. Este combate le valió el premio a la Pelea de la Noche.
Se enfrentó a Elias Theodorou el 8 de diciembre de 2018 en UFC 231. Perdió el combate por decisión dividida.
Se enfrentó a Khalil Rountree Jr. el 13 de abril de 2019 en UFC 236. Perdió el combate por decisión unánime.
Se enfrentó a Vinicius Moreira el 29 de junio de 2019 en UFC on ESPN: Ngannou vs. dos Santos. Ganó el combate por KO en el primer asalto. Esta victoria le valió el premio a la Actuación de la Noche.
Se enfrentó a Gerald Meerschaert el 12 de octubre de 2019 en UFC Fight Night: Joanna vs. Waterson. Ganó el combate por decisión dividida.
Se esperaba que se enfrentara a Krzysztof Jotko el 11 de abril de 2020 en UFC Fight Night: Overeem vs. Harris. Debido a la pandemia de COVID-19, el evento fue finalmente pospuesto al 16 de mayo de 2020 en UFC on ESPN: Overeem vs. Harris. Perdió el combate por decisión unánime.
Se esperaba que se enfrentara a Antônio Arroyo el 14 de noviembre de 2020 en UFC Fight Night: Thompson vs. Neal. En el pesaje, Anders pesó 187.5 libras, una libra y media por encima del límite del combate de peso medio sin título. El combate se desarrollaría en el peso acordado, y recibiría una multa del 20% de su bolsa, que iría a parar a su oponente Arroyo. Al día siguiente, se retiró del combate como consecuencia del corte de peso y su combate fue cancelado.
Se enfrentó a Darren Stewart el 13 de marzo de 2021 en UFC Fight Night: Edwards vs. Muhammad. Debido a que lanzó un rodillazo ilegal en el primer asalto, el combate fue declarado Sin Resultado.
Se enfrentó a Darren Stewart el 12 de junio de 2021 en UFC 263. Ganó el combate por decisión unánime.
Se esperaba que se enfrentara a Roman Dolidze el 13 de noviembre de 2021 en UFC Fight Night: Holloway vs. Rodríguez. Sin embargo, fue retirado del evento por razones no reveladas, y fue sustituido por Kyle Daukaus.
Se enfrentó a André Muniz el 11 de diciembre de 2021 en UFC 269. Perdió el combate por sumisión en el primer asalto.
Se enfrentó a Jun Yong Park el 21 de mayo de 2022 en UFC Fight Night: Holm vs. Vieira. Perdió el combate por decisión dividida.
Está programado para enfrentarse a Kyle Daukaus el 3 de diciembre de 2022 en UFC Fight Night 215.

## Vida personal
Está casado y tiene dos hijos.

## Campeonatos y logros
- Ultimate Fighting Championship
  - Actuación de la Noche (dos veces) vs. Tim Williams y Vinicius Moreira[32][43]
  - Pelea de la Noche (una vez) vs. Thiago Santos[35]
- MMAjunkie.com
  - Luchador del año 2017 por debajo del radar[67]
- Legacy Fighting Alliance
  - Campeonato de Peso Medio de LFA (una vez)
- National Collegiate Athletic Association
  - Campeonato Nacional de la BCS (2009)

## Récord en artes marciales mixtas
| Récord profesional | Récord profesional | Récord profesional |
| 25 peleas          | 16 victorias       | 8 derrotas         |
| ------------------ | ------------------ | ------------------ |
| Nocaut             | 9                  | 1                  |
| Sumisión           | 1                  | 1                  |
| Decisión           | 6                  | 6                  |
| Sin resultado      | 1                  | 1                  |

| Resultado     | Récord   | Oponente            | Método                                 | Evento                                | Fecha                    | Ronda | Tiempo | Localización          | Notas                                                                                    |
| ------------- | -------- | ------------------- | -------------------------------------- | ------------------------------------- | ------------------------ | ----- | ------ | --------------------- | ---------------------------------------------------------------------------------------- |
| Victoria      | 15-7 (1) | Kyle Daukaus        | TKO (golpes)                           | UFC on ESPN: Thompson vs. Holland     | 3 de diciembre de 2022   | 2     | 2:45   | Orlando, Florida      |                                                                                          |
| Derrota       | 14-7 (1) | Jun Yong Park       | Decisión (dividida)                    | UFC Fight Night: Holm vs. Vieira      | 21 de mayo de 2022       | 3     | 5:00   | Las Vegas, Nevada     |                                                                                          |
| Derrota       | 14-6 (1) | André Muniz         | Sumisión (barra de brazo)              | UFC 269                               | 11 de diciembre de 2021  | 1     | 3:13   | Las Vegas, Nevada     |                                                                                          |
| Victoria      | 14-5 (1) | Darren Stewart      | Decisión (unánime)                     | UFC 263                               | 12 de junio de 2021      | 3     | 5:00   | Glendale, Arizona     | Debut en el peso semipesado.                                                             |
| Sin resultado | 13-5 (1) | Darren Stewart      | Sin resultado (rodillazo ilegal)       | UFC Fight Night: Edwards vs. Muhammad | 13 de marzo de 2022      | 1     | 4:37   | Las Vegas, Nevada     | Anders descargó un rodillazo ilegal en la cabeza de Stewart, que era un rival derribado. |
| Derrota       | 13-5     | Krzysztof Jotko     | Decisión (unánime)                     | UFC on ESPN: Overeem vs. Harris       | 16 de mayo de 2020       | 3     | 5:00   | Jacksonville, Florida |                                                                                          |
| Victoria      | 13-4     | Gerald Meerschaert  | Decisión (dividida)                    | UFC Fight Night: Joanna vs. Waterson  | 12 de octubre de 2019    | 3     | 5:00   | Tampa, Florida        | Regreso al peso medio.                                                                   |
| Victoria      | 12-4     | Vinicius Moreira    | KO (puñetazos)                         | UFC on ESPN: Ngannou vs. dos Santos   | 29 de junio de 2019      | 1     | 1:18   | Mineápolis, Minnesota | Actuación de la Noche.                                                                   |
| Derrota       | 11-4     | Khalil Rountree Jr. | Decisión (unánime)                     | UFC 236                               | 13 de abril de 2019      | 3     | 5:00   | Atlanta, Georgia      |                                                                                          |
| Derrota       | 11-3     | Elias Theodorou     | Decisión (dividida)                    | UFC 231                               | 8 de diciembre de 2018   | 3     | 5:00   | Toronto, Ontario      | Combate de peso medio.                                                                   |
| Derrota       | 11-2     | Thiago Santos       | TKO (parada del árbitro)               | UFC Fight Night: Santos vs. Anders    | 22 de septiembre de 2018 | 3     | 5:00   | São Paulo             | Debut en el peso semipesado. Pelea de la Noche.                                          |
| Victoria      | 11-1     | Tim Williams        | KO (patada en la cabeza)               | UFC Fight Night: Gaethje vs. Vick     | 25 de agosto de 2018     | 3     | 4:42   | Lincoln, Nebraska     | Actuación de la Noche.                                                                   |
| Derrota       | 10-1     | Lyoto Machida       | Decisión (dividida)                    | UFC Fight Night: Machida vs. Anders   | 3 de febrero de 2018     | 5     | 5:00   | Belém                 |                                                                                          |
| Victoria      | 10-0     | Markus Perez        | Decisión (unánime)                     | UFC Fight Night: Swanson vs. Ortega   | 9 de diciembre de 2017   | 3     | 5:00   | Fresno, California    |                                                                                          |
| Victoria      | 9-0      | Rafael Natal        | KO (puñetazos)                         | UFC on Fox: Weidman vs. Gastelum      | 22 de julio de 2017      | 1     | 2:54   | Uniondale, Nueva York |                                                                                          |
| Victoria      | 8-0      | Brendan Allen       | Decisión (unánime)                     | LFA 14                                | 23 de junio de 2017      | 5     | 5:00   | Houston, Texas        | Ganó el inaugural Campeonato de Peso Medio de LFA.                                       |
| Victoria      | 7-0      | Jon Kirk            | TKO (puñetazos)                        | LFA 6                                 | 10 de marzo de 2017      | 1     | 1:35   | San Antonio, Texas    | Combate de peso acordado (190 libras).                                                   |
| Victoria      | 6-0      | Brian White         | TKO (puñetazos)                        | Bellator 162                          | 21 de octubre de 2016    | 1     | 0:23   | Memphis, Tennessee    |                                                                                          |
| Victoria      | 5-0      | Jesse Grun          | TKO (puñetazos)                        | Valor Fights 37: Grun vs. Anders      | 27 de agosto de 2016     | 1     | 3:18   | Cleveland, Tennessee  |                                                                                          |
| Victoria      | 4-0      | Dekaire Sanders     | Sumisión (estrangulamiento por detrás) | V3 Fights: Sanders vs. Anders         | 18 de junio de 2016      | 1     | 0:33   | Memphis, Tennessee    |                                                                                          |
| Victoria      | 3-0      | Garrick James       | TKO (puñetazos)                        | Strike Hard Productions 42            | 14 de mayo de 2016       | 3     | 4:07   | Tuscaloosa, Alabama   |                                                                                          |
| Victoria      | 2-0      | DeMarcus Sharpe     | Decisión (unánime)                     | SFC - Southern Explosion 1            | 20 de octubre de 2015    | 3     | 5:00   | Montgomery, Alabama   |                                                                                          |
| Victoria      | 1-0      | Josh Rasberry       | TKO (puñetazos)                        | Strike Hard Productions 40            | 22 de agosto de 2015     | 1     | 0:40   | Tuscaloosa, Alabama   | Debut en el peso medio.                                                                  |